# في كيه 3002(دي بي)
 كانت في كيه 3002(دي بي)، هي النموذج الثاني لدبابة من تصميم دايملر بنز المقدمة لمشروع في كيه 30، والذي أصبح في نهاية المطاف دبابة بانثر، لاستخدامه من قبل الجيش الألماني في الحرب العالمية الثانية.